# Grande Prêmio da Chéquia de 2019 (MotoGP)
O Grande Prêmio da MotoGP da Chéquia de 2019 ocorreu em 4 de agosto.

## Resultados

### Classificação MotoGP
| Pos | Piloto            | Equipe                       | Moto    | Tempo     | Pontos |
| --- | ----------------- | ---------------------------- | ------- | --------- | ------ |
| 1   | Marc Marquez      | Repsol Honda Team            | Honda   | 39'24.430 | 25     |
| 2   | Andrea Dovizioso  | Ducati Team                  | Ducati  | +2.452    | 20     |
| 3   | Jack Miller       | Pramac Racing                | Ducati  | +3.497    | 16     |
| 4   | Alex Rins         | Team SUZUKI ECSTAR           | Suzuki  | +4.858    | 13     |
| 5   | Cal Crutchlow     | LCR Honda CASTROL            | Honda   | +6.007    | 11     |
| 6   | Valentino Rossi   | Monster Energy Yamaha MotoGP | Yamaha  | +9.083    | 10     |
| 7   | Fabio Quartararo  | Petronas Yamaha SRT          | Yamaha  | +12.092   | 9      |
| 8   | Danilo Petrucci   | Ducati Team                  | Ducati  | +13.976   | 8      |
| 9   | Takaaki Nakagami  | LCR Honda IDEMITSU           | Honda   | +15.724   | 7      |
| 10  | Maverick Viñales  | Monster Energy Yamaha MotoGP | Yamaha  | +16.558   | 6      |
| 11  | Pol Espargaro     | Red Bull KTM Factory Racing  | KTM     | +18.234   | 5      |
| 12  | Francesco Bagnaia | Pramac Racing                | Ducati  | +19.738   | 4      |
| 13  | Miguel Oliveira   | Red Bull KTM Tech 3          | KTM     | +22.539   | 3      |
| 14  | Johann Zarco      | Red Bull KTM Factory Racing  | KTM     | +30.459   | 2      |
| 15  | Stefan Bradl      | Repsol Honda Team            | Honda   | +30.500   | 1      |
| 16  | Tito Rabat        | Reale Avintia Racing         | Ducati  | +30.755   | 0      |
| 17  | Andrea Iannone    | Aprilia Racing Team Gresini  | Aprilia | +37.170   | 0      |
| 18  | Aleix Espargaro   | Aprilia Racing Team Gresini  | Aprilia | +37.343   | 0      |
| 19  | Karel Abraham     | Reale Avintia Racing         | Ducati  | +44.296   | 0      |
| 20  | Sylvain Guintoli  | Team SUZUKI ECSTAR           | Suzuki  | +48.938   | 0      |

### Classificação Moto2
| Pos | Piloto                | Equipe                      | Moto      | Tempo     | Pontos |
| --- | --------------------- | --------------------------- | --------- | --------- | ------ |
| 1   | Alex Marquez          | EG 0,0 Marc VDS             | Kalex     | 38'49.768 | 25     |
| 2   | Fabio Di Giannantonio | Beta Tools Speed Up         | Speed Up  | +3.018    | 20     |
| 3   | Enea Bastianini       | Italtrans Racing Team       | Kalex     | +4.158    | 16     |
| 4   | Jorge Navarro         | Beta Tools Speed Up         | Speed Up  | +4.290    | 13     |
| 5   | Luca Marini           | SKY Racing Team VR46        | Kalex     | +7.031    | 11     |
| 6   | Marcel Schrotter      | Dynavolt Intact GP          | Kalex     | +8.847    | 10     |
| 7   | Nicolo Bulega         | SKY Racing Team VR46        | Kalex     | +8.937    | 9      |
| 8   | Augusto Fernandez     | FLEXBOX HP 40               | Kalex     | +11.900   | 8      |
| 9   | Tetsuta Nagashima     | ONEXOX TKKR SAG Team        | Kalex     | +12.896   | 7      |
| 10  | Iker Lecuona          | American Racing KTM         | KTM       | +19.079   | 6      |
| 11  | Lorenzo Baldassarri   | FLEXBOX HP 40               | Kalex     | +20.248   | 5      |
| 12  | Marco Bezzecchi       | Red Bull KTM Tech 3         | KTM       | +21.424   | 4      |
| 13  | Jorge Martin          | Red Bull KTM Ajo            | KTM       | +23.119   | 3      |
| 14  | Andrea Locatelli      | Italtrans Racing Team       | Kalex     | +25.850   | 2      |
| 15  | Somkiat Chantra       | IDEMITSU Honda Team Asia    | Kalex     | +26.240   | 1      |
| 16  | Remy Gardner          | ONEXOX TKKR SAG Team        | Kalex     | +26.714   | 0      |
| 17  | Bo Bendsneyder        | NTS RW Racing GP            | NTS       | +28.917   | 0      |
| 18  | Jake Dixon            | Sama Qatar Angel Nieto Team | KTM       | +32.573   | 0      |
| 19  | Jonas Folger          | Petronas Sprinta Racing     | Kalex     | +32.979   | 0      |
| 20  | Stefano Manzi         | MV Agusta Temporary Forward | MV Agusta | +35.664   | 0      |
| 21  | Dominique Aegerter    | MV Agusta Temporary Forward | MV Agusta | +35.865   | 0      |
| 22  | Steven Odendaal       | NTS RW Racing GP            | NTS       | +46.357   | 0      |
| 23  | Philipp Oettl         | Red Bull KTM Tech 3         | KTM       | +50.454   | 0      |
| 24  | Xavi Vierge           | EG 0,0 Marc VDS             | Kalex     | +58.874   | 0      |
| 25  | Xavi Cardelus         | Sama Qatar Angel Nieto Team | KTM       | +1'04.629 | 0      |

### Classificação Moto3
| Pos | Piloto              | Equipe                      | Moto  | Tempo     | Pontos |
| --- | ------------------- | --------------------------- | ----- | --------- | ------ |
| 1   | Aron Canet          | Sterilgarda Max Racing Team | KTM   | 39'11.879 | 25     |
| 2   | Lorenzo Dalla Porta | Leopard Racing              | Honda | +0.159    | 20     |
| 3   | Tony Arbolino       | VNE Snipers                 | Honda | +0.217    | 16     |
| 4   | Jaume Masia         | Bester Capital Dubai        | KTM   | +0.404    | 13     |
| 5   | Niccolò Antonelli   | SIC58 Squadra Corse         | Honda | +0.499    | 11     |
| 6   | Ai Ogura            | Honda Team Asia             | Honda | +0.530    | 10     |
| 7   | Andrea Migno        | Bester Capital Dubai        | KTM   | +0.715    | 9      |
| 8   | Romano Fenati       | VNE Snipers                 | Honda | +0.737    | 8      |
| 9   | Jakub Kornfeil      | Redox PruestelGP            | KTM   | +1.063    | 7      |
| 10  | Darryn Binder       | CIP Green Power             | KTM   | +1.757    | 6      |
| 11  | Ayumu Sasaki        | Petronas Sprinta Racing     | Honda | +3.863    | 5      |
| 12  | Raul Fernandez      | Sama Qatar Angel Nieto Team | KTM   | +5.470    | 4      |
| 13  | Makar Yurchenko     | BOE Skull Rider Mugen Race  | KTM   | +5.495    | 3      |
| 14  | Can Oncu            | Red Bull KTM Ajo            | KTM   | +5.540    | 2      |
| 15  | Dennis Foggia       | SKY Racing Team VR46        | KTM   | +8.259    | 1      |
| 16  | Marcos Ramirez      | Leopard Racing              | Honda | +9.056    | 0      |
| 17  | Stefano Nepa        | Reale Avintia Arizona 77    | KTM   | +23.010   | 0      |
| 18  | Deniz Oncu          | Red Bull KTM Ajo            | KTM   | +25.241   | 0      |
| 19  | Celestino Vietti    | SKY Racing Team VR46        | KTM   | +1'11.129 | 0      |